# Macaya, Jesús Carranza
Macaya är en ort i Mexiko.   Den ligger i kommunen Jesús Carranza och delstaten Veracruz, i den sydöstra delen av landet, 500 km öster om huvudstaden Mexico City. Macaya ligger 22 meter över havet och antalet invånare är 114.
Terrängen runt Macaya är platt. Runt Macaya är det ganska glesbefolkat, med 29 invånare per kvadratkilometer. Närmaste större samhälle är Suchilapan del Río, 17,0 km väster om Macaya. Omgivningarna runt Macaya är en mosaik av jordbruksmark och naturlig växtlighet.